# Toosa glaucopiformis
Toosa glaucopiformis är en fjärilsart som beskrevs av Walker 1856. Toosa glaucopiformis ingår i släktet Toosa och familjen Thyrididae. Inga underarter finns listade i Catalogue of Life.